# Полтавський повіт
Полтавський повіт — адміністративно-територіальна одиниця Російської імперії, Української держави, УНР і УСРР у 1776—1923 роках. Центр — місто Полтава.
Полтавський повіт був

Полтавський повіт Полтавської губернії на карті 1821 року

- утворений 1776 року у складі Новоросійської губернії, де до повіту увійшли три Полтавських, Будиська і Решетилівська сотні Полтавського полку;
- 1783 року поділений на Полтавський і Великобудиський повіти,
- у 1784—1796 роках у складі Катеринославського намісництва,
- у 1796—1802 у складі Малоросійської губернії,
- у 1802—1923 роках у складі Полтавської губернії до утворення округ.

## Поділ повіту
Перші волості виникли 1797 року — Диканська, Мачуська, Петрівська Полтавська, Старосанжарська, Строжівська, Супрунівська та інші.
На 1863 рік повіт поділявся на такі волості: Байрацька, Братешківська, Васильцівська, Диканська, Кокозівська, Мачухівська, Микільська, Полтавська, Решетилівська, Старосанжарська, Сторожівська, Супрунівська. Наприкінці 1860-х років виникли нові волсоті: Баляснівська, Василівська, Демидівська, Лизаветинська, Площанська, Свинківська, Тахтаулівська, Чутівська, Щербанівська. Натомість зникли Кокозівська, Строжівська волості.
1883 року повіт поділявся на 21 волость: Байрацька, Баляснівська, Братешківська, Василівська, Васильцівська, Демидівська, Диканська, Кам'янська, Лизаветинська, Мачухівська, Микільська, Первозванська, Піщанська, Площанська, Полтавська, Решетилівська, Старосанжарська, Супрунівська, Тахтаулівська, Чутівська, Щербанівська. 1884 року створено Руніщинську волость, а 1886 року ліквідовано Кам'янську та Щербанівську волості.
На 1917 рік повіт складався із 20 волостей та міста Полтава із передмістями Кулики, Курилівка, Острівок, Очеретянка, Павленки, Рогізно, селищем Нове Строєніє. На 1920 рік кількість волостей та ж, але Лизаветинська волость стала Абазівською.